# San Lorenzello
San Lorenzello (Sàntu Lurienzë in campano) è un comune italiano di 2 101 abitanti della provincia di Benevento in Campania.
Con la vicina Cerreto Sannita da secoli è un noto centro di produzione di ceramica.

## Geografia fisica
Il territorio comunale, esteso 14 km² circa, confina con i comuni di Castelvenere, Cerreto Sannita, Cusano Mutri, Faicchio, Guardia Sanframondi, San Salvatore Telesino, ed è attraversato dal corso del fiume Titerno.
Il centro storico è sito alle falde di monte Erbano, alto 1.385 metri.

## Storia
Secondo una leggenda San Lorenzello sarebbe stata fondata da Filippo Lavorgna nell'864. Il giovane Lavorgna, salvatosi dalla distruzione di Telesia ad opera degli invasori saraceni, si rifugiò con la sua famiglia su monte Erbano, nella grotta di Futa. Scendendo dal rifugio un giorno, in località la Cupa, avrebbe incontrato un gruppo di zingari. Una zingara, appena avvistato il giovane, gli propose con insistenza di predirgli il futuro e alla fine Filippo avrebbe acconsentito. La zingara sentenziò: «Nobili sono i tuoi natali, belli i tuoi lineamenti, forte il tuo braccio e generoso il tuo cuore; hai fuggito la patria e ti sanguina l'anima; i tuoi dolori non sono finiti... però risplenderà su te la stella, due stelle, due occhi di profuga sventurata come te, ma dolce come il miele e bella come il sole. Sarai con lei il fondatore di una città e il tuo nome rimarrà immortale». Poco tempo dopo arrivò alla grotta una giovane donna in lacrime, Rosita, che chiese aiuto perché suo padre si era sentito male. Filippo seguì Rosita sino al rifugio dove ella abitava ma arrivato lì trovò il padre di Rosita senza vita. Il giovane, tornato nella sua grotta, si trovò davanti ad una scena orribile: tutta la sua famiglia era stata sterminata. La leggenda termina narrando che Filippo e Rosina, la notte del 10 agosto, decisero di fondare un villaggio che intitolarono a San Lorenzo.
Storia e leggenda si intrecciano ma il racconto è da ritenersi solo un mito. A Filippo Lavorgna sono intitolati alcuni ruderi di antiche mura (le "mura Filippo") ed ancora in tempi recenti il cognome Lavorgna è il più diffuso nel comune.
San Lorenzello sarebbe stata fondata storicamente da alcuni profughi scampati alla distruzione saracena di Telesia nel IX secolo. Costoro si raccolsero alle falde di monte Erbano dove edificarono le mura e due torri difensive (una nei pressi dell'antica chiesa parrocchiale ed un'altra in via Cesolle).
Il paese venne citato per la prima volta nel 1151 quando Guglielmo I Sanframondo, figlio del normanno Raone, dichiarò di possedere diversi feudi fra i quali Cerreto Sannita con i casali (centri minori o frazioni) di San Lorenzello e di Civitella Licinio.
Da allora sino al XIX secolo il casale di San Lorenzello seguì le vicende di Cerreto Sannita e nel 1483 divenne possedimento dei Carafa che governarono queste terre sino all'abolizione del feudalesimo avvenuta nel 1806.
Il paese venne chiamato "San Lorenzo Minore" per distinguerlo dal vicino centro di "San Lorenzo Maggiore".
Nel 1541 vennero concessi dai feudatari gli Statuti con i quali veniva riconosciuta l'Universitas, l'amministrazione comunale dell'epoca. L'Universitas era governata da tre "Eletti" e da un Consiglio rinnovato per metà ogni anno. Sui problemi di maggiore importanza veniva convocato il Concilium totius popoli, ossia l'assemblea dei capi famiglia.
Nel 1596 contava circa 1.600 abitanti che diminuirono dopo la peste del 1656.
Il terremoto del 5 giugno 1688 distrusse il paese uccidendo 600 persone su 1.000 abitanti.
Altri danni furono provocati dalla carestia del 1764, dal terremoto del 1805 e dal colera del 1837.
Dal 1861 fa parte della provincia di Benevento.

## Monumenti e luoghi d'interesse

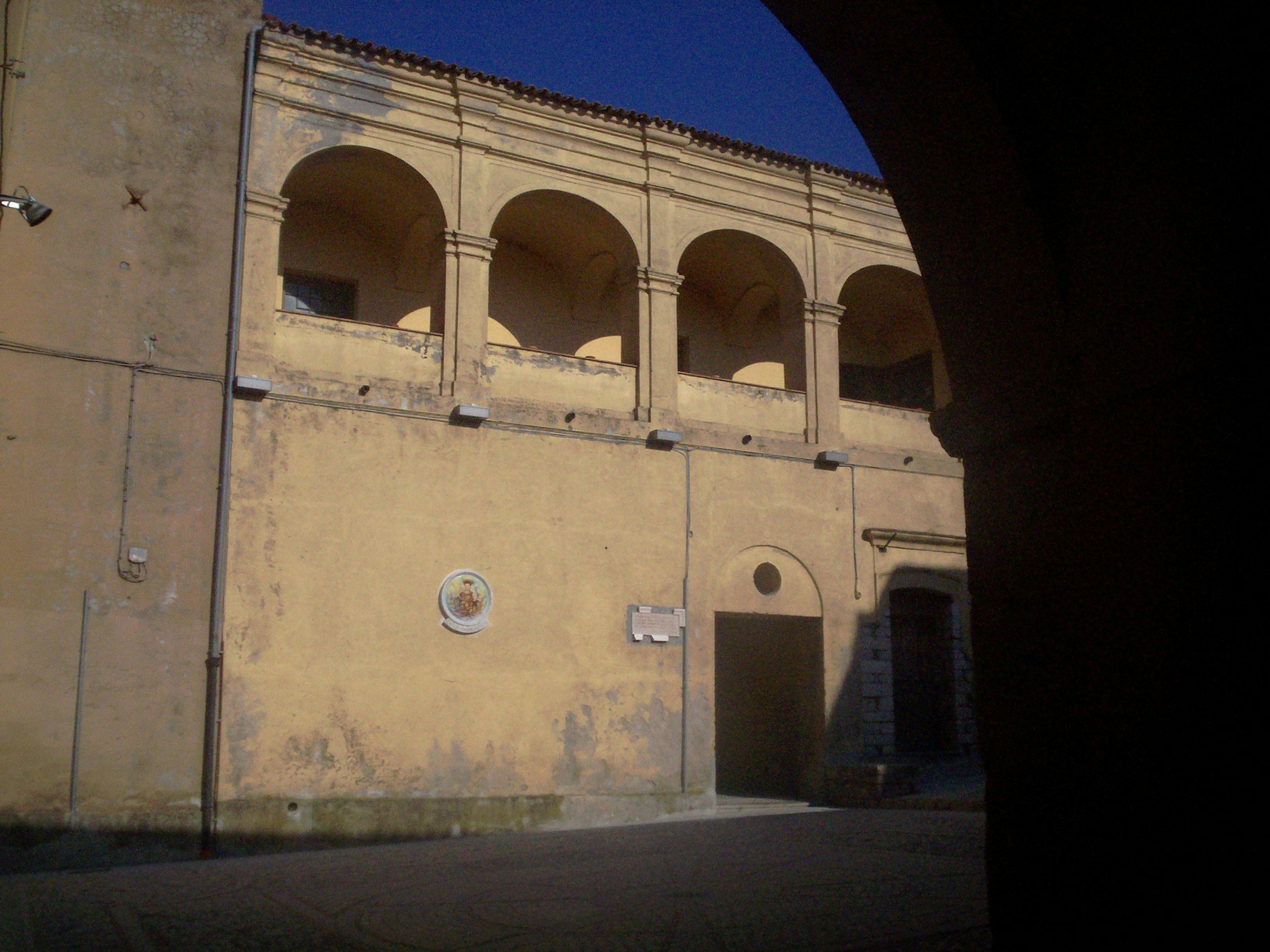
L'ex Convento dei Padri Carmelitani.

### Architetture religiose
Nel centro storico sono presenti due chiese:
- Chiesa di San Lorenzo, rifatta l'ultima volta dopo il terremoto del 1805 e ampliata ulteriormente alla fine del XIX secolo, conserva la scultura lignea del Santo protettore del paese, solennemente venerato nel mese di agosto.
- Chiesa della Congregazione della Sanità, ricca di pregevoli opere d'arte in ceramica di Cerreto Sannita e di San Lorenzello tra le quali un timpano in maiolica realizzato da Antonio Giustiniani, padre del più famoso Nicola.
- Ex convento dei Padri Carmelitani, sede di iniziative culturali.
- Chiesa di San Sebastiano nella quale è conservata una artistica scultura raffigurante il santo.
- Chiesa di San Donato che conserva una edicola settecentesca in ceramica raffigurante la Madonna.
- Cappella della Madonna Addolorata o "Madonnella" lungo la strada provinciale Cerreto - Telese.

### Siti archeologici
San Lorenzello è ricca di testimonianze di archeologia industriale. Lungo le sponde del fiume Titerno si possono infatti notare i resti di un mulino e di diverse strutture che venivano usate per il trattamento dell'argilla e per la lavorazione della ceramica.

### Aree naturali
Sovrasta il centro storico di San Lorenzello l'alto Monte Erbano, chiamato così perché ricco di erbe officinali e aromatiche. Quasi alla sommità di Monte Erbano è sita la località attrezzata "Valle Santa" dalla quale si può ammirare un ampio e suggestivo panorama sulle valli telesina e titernina.

### Altri luoghi di interesse
- Città dei dinosauri. Lungo la via Regia, sulle sponde del fiume Titerno si trova il parco di San Sebastiano che ospita la "città dei dinosauri", un parco didattico con una estensione di oltre 10 000 m². All'interno vi sono quindici riproduzioni in vetroresina di dinosauri in scala reale ed ambientate anche nelle situazioni di vita del periodo.[11]

## Società

### Evoluzione demografica
Abitanti censiti

## Economia

### Ceramica di Cerreto Sannita e di San Lorenzello
Il centro, con Cerreto Sannita, è conosciuto per la produzione di ceramica nota come ceramica di Cerreto Sannita e di San Lorenzello sin dal XVII secolo.

## Amministrazione

### Gemellaggi
- Amaseno, dal 2004

### Altre informazioni amministrative
Fa parte della Comunità montana Titerno e Alto Tammaro.